# Pseudoligosita masneri
Pseudoligosita masneri is een vliesvleugelig insect uit de familie Trichogrammatidae. De wetenschappelijke naam is voor het eerst geldig gepubliceerd in 2005 door Viggiani.